# Холикачук
Холикачук (Holikachuk; самоназвание — «Doogh Qinag») — вымерший язык, на котором ранее говорили в деревне Холикачук, располагающейся на реке Инноко, в центральной Аляске. Американский лингвист Джеймс Кари составил краткий словарь языка Holikachuk Noun Dictionary в 1978 году, но несмотря на это холикачук считается одним из наименее документированных языков Аляски.
Язык холикачук занимает промежуточное положение между языками дег-хитан и коюконом. Холикачук лингвистически ближе к коюкону, но социально — к дег-хитан. Хотя язык был признан некоторыми учёными как отдельный язык в начале 1840-х годов и подробно описан в 1962 году лингвистом Майклом Крауссом, который и дал название языку, окончательно же язык был идентифицирован только в 1970-х годах.
В 1962 году жители деревни Холикачук переехали в город Грейлинг, который располагался ниже по течению реки Юкон. Из племени холикачук было около 180 человек, и только 5 человек говорили на этом языке в 2007 году. Вероятно, последний носитель языка Уилсон Дикон (англ. Wilson Deacon) скончалась в городе Грейлинге 17 марта 2012 года.
В 2014 году Сенат Аляски признал холикачук и остальные 19 этнических языков Аляски, официальными языками штата Аляска, наряду с английским языком.

## Словарик
- łoogg — рыба[6]
- łoogg dood mininh iligh — ноябрь (буквально: «месяц, когда угри придут купаться»)[6]
- giggootth — весы[6]
- q’oon' — икра[6]
- nathdlod — эскимосское мороженое или индейское мороженое (из снега, рыбьего жира, черной патоки и ягод)[6]